# Conférence de la Turnhalle

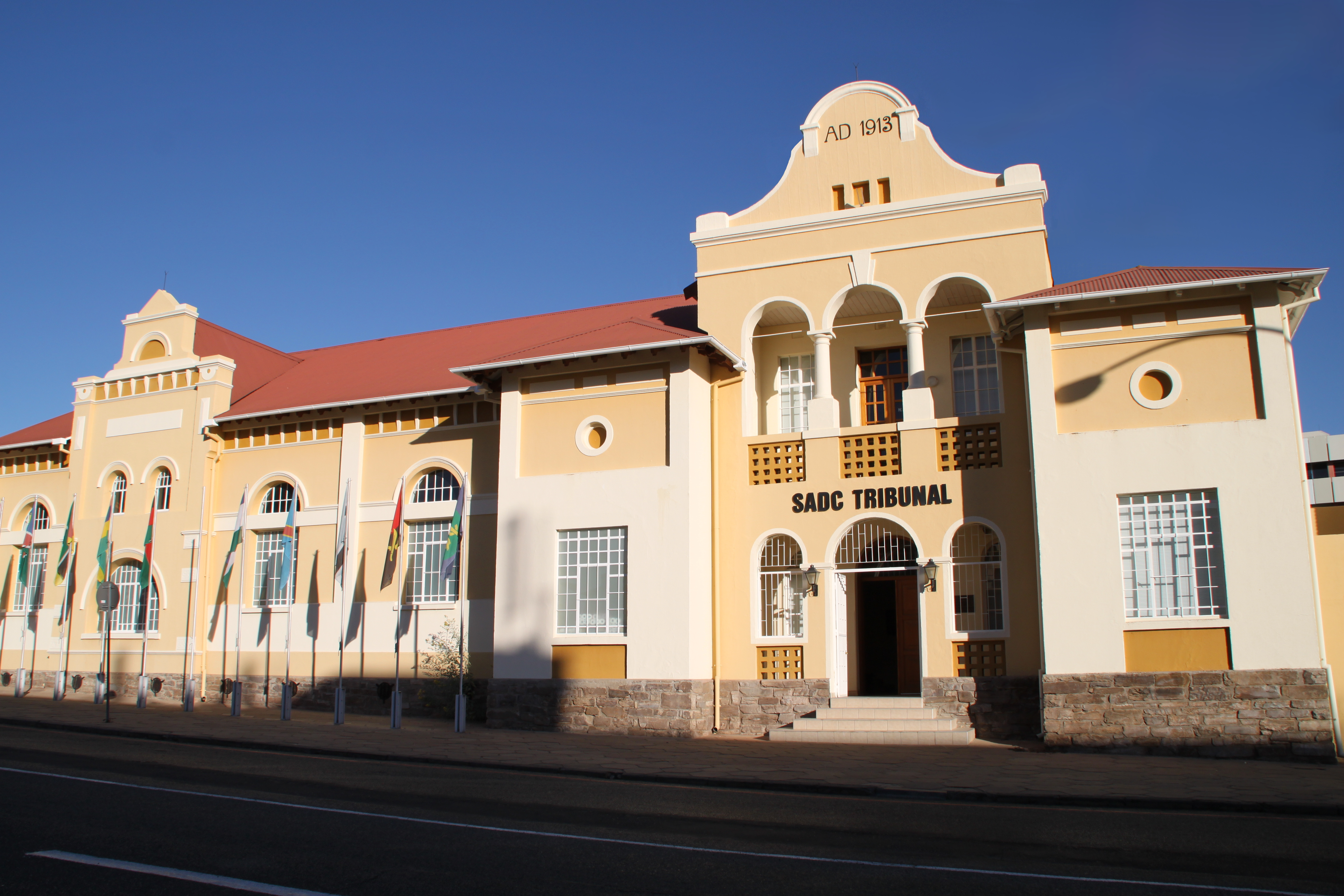
L'ancien gymnase impérial de la Turnhalle reconverti en tribunal de la SADC de 2005 à 2012

La conférence constitutionnelle de la Turnhalle (septembre 1975-octobre 1977) était une négociation interne entre les principales forces politiques du Sud-Ouest africain. Initiée par l'Afrique du Sud, la conférence a été déclarée nulle et non avenue par l'assemblée générale des Nations unies qui exigeait le retrait de l'administration sud-africaine et la mise sous tutelle onusienne du territoire du Sud-Ouest africain avant d'engager tout processus de décolonisation.

## Contexte
En 1968, l'assemblée générale des Nations unies mettait fin au mandat de l'Afrique du Sud sur le Sud-Ouest africain.
En 1971, la Cour internationale de justice reconnaissait dans un avis l'illégalité de la présence sud-africaine en Namibie (nouveau nom du territoire Sud-Ouest africain).
En mars 1972, le secrétaire général des Nations unies, Kurt Waldheim, se rendait dans le Sud-Ouest africain et prenait contact avec les autorités locales et les représentants des mouvements politiques.
Le 12 septembre 1973, l'Assemblée générale des Nations unies désignait la SWAPO comme représentant unique et authentique du peuple namibien, à ce moment-là John Vorster, le Premier ministre d'Afrique du Sud abandonnait les objectifs du rapport Odendaal et décidait dans le cadre de sa politique de détente avec les pays africains de s'engager dans la voie de l'autodétermination du territoire « y compris celle de l'indépendance. Il va ainsi faire de la Namibie un terrain d'expérimentation politique dont il compte réutiliser les résultats pour la Rhodésie du Sud alors dirigée par Ian Smith (des résultats qui servit de modèle pour l'Afrique du Sud elle-même dans les années 1990).
Ainsi en novembre 1974, l'assemblée législative du Sud-Ouest africain invitait l'ensemble des autorités du territoire, y compris les autorités tribales et les représentants des partis politiques noirs à déterminer leur avenir politique. L'assemblée était à l'époque dominée par le Parti national du Sud-Ouest africain. Deux de ses représentants, Dirk Mudge et Eban van Zyl, sont chargés des négociations, toutefois l'invitation faite par l'assemblée est déclinée par la SWAPO et la SWANU.
En Juillet 1975, le ministre de l'administration et du développement bantou de John Vorster, Michiel Coenraad Botha mit fin à un projet de délocalisation des tribus Ovahereros dans le Bantoustan du Hereroland dans l'est du pays. Ce faisant, Botha mettait fin à la mise en œuvre des conclusions du rapport Odendaal.
Le 17 août 1975, Felimon Eliphas, le ministre du conseil tribal de l'Ovamboland, est assassiné à Ondangwa par un guérillero de la SWAPO.

## La conférence
La conférence s'ouvre le 1er septembre 1975 à Windhoek dans l'ancien gymnase impérial et concerne tous les partis politiques qui refusent de recourir à la violence.
Le parti national du Sud-Ouest africain, parti politique dominant à l'assemblée législative du Sud Ouest Africain représente la communauté blanche du Sud-Ouest africain. Les noirs sont représentés par plusieurs petits partis politiques dont les plus hostiles à la coopération se regroupent au sein de la Convention nationale namibienne.
La SWANU et la SWAPO, représentant unique des peuples de Namibie (selon une résolution de l'ONU) choisirent de boycotter la conférence. La SWAPO décide de poursuivre sa guérilla contre les troupes sud-africaine. Elle a établi des bases arrière en Zambie, puis en Angola après la prise du pouvoir par le MPLA le 11 novembre 1975. Malgré ce soutien logistique qui s'ajoute à celui de Cuba, la SWAPO n'a jamais été en mesure d'inquiéter militairement l'armée sud-africaine qui elle-même intervient dans la guerre civile angolaise en soutenant le mouvement rebelle de Jonas Savimbi et en occupant le sud de l'Angola (voir bataille du pont 14). Cependant, l'exode en masse des colons portugais dont beaucoup rejoignent la Namibie manque de torpiller le processus de la Turnhalle au cours duquel les Blancs namibiens manifestent leur inquiétude. L'armée sud-africaine est alors déployée en zone nord où elle crée une zone opérationnelle — dans laquelle la population locale est pris en tenaille entre les guérilleros et l'armée. C'est dans l'Ovamboland que les forces de la SWAPO (environ 6 000 hommes) vont concentrer leurs attaques face à 20 000 soldats sud-africains appuyés par leurs efficaces et redoutables supplétifs indigènes (dont la Koevoet, une unité contre-insurrectionnelle).
En avril 1976, Andreas Shipanga, l'un des cofondateurs de la SWAPO, dénonce le népotisme, la corruption et l'inefficacité de la direction du mouvement. Avec 2 000 de ses partisans dont Nathaniel Maxuilili, il tente de s'emparer le quartier général du parti à Lusaka en Zambie. Sam Nujoma est obligé de requérir l'aide du président Kenneth Kaunda pour éviter d'être démis de ses fonctions par la force. Les rebelles sont finalement arrêtés et emprisonnés, et accusés de collusion avec l'Afrique du Sud. Certains sont relâchés au bout de six mois, d'autres sont transférés dans des camps en Tanzanie, d'autres encore disparurent définitivement (Shipanga n'est lui-même libéré qu'en mai 1978).
Le 14 août 1976, Dirk Mudge, membre du parti national du Sud-Ouest africain, appelle les blancs à rejoindre les noirs sur le chemin de l'indépendance. Deux jours plus tard, les délégués se mettent d'accord sur un gouvernement intérimaire chargé de transformer le territoire en État indépendant sur le modèle d'une fédération. Cependant, le 20 décembre 1976, dans sa résolution n°385, l'assemblée générale de Nations-unies refuse de reconnaitre l'évolution interne de la Namibie et apporte son « soutien à la lutte armée » menée « sous la conduite de la SWAPO ».
Le 18 mars 1977, le principe d'un gouvernement à trois niveaux est adopté : un pouvoir central, des autorités locales à base ethnique, des autorités municipales. L'assemblée nationale serait élue au suffrage indirect par l'intermédiaire d'assemblée locale. Le nom du futur État fait l'objet d'un compromis : Sud-Ouest africain/Namibie, du moins pour la période intérimaire. Certains partis ne sont pas satisfaits du compromis et se regroupent dans le Front national de Namibie (NNF). De leur côté, les blancs se prononcent en mai 1977 par référendum à  94 % pour les propositions de la Turnhalle et avalisent le principe d'indépendance. Le 8 juin 1977, John Vorster, et son ministre des affaires étrangères, Pik Botha, rencontrent au Cap les délégations représentées à la conférence de la Turnhalle.
En août 1977, la gestion de l'enclave de Walvis Bay (rattachée depuis 1923 aux autorités du Sud-Ouest africain) est transférée à la province du Cap et ainsi soustraite au processus d'indépendance. Le sort des terres est évoqué lors de la conférence mais les délégués se séparèrent sur un constat d'échec à ce sujet. Chez les blancs également les divisions s'étalent en septembre 1977, Mudge entre en conflit avec la direction du parti national du Sud-Ouest, présidé par l'ancien ministre sud-africain A.H. du Plessis, qui souhaite conserver des lois d'apartheid. Mis en minorité de justesse, Mudge et 80 de ses partisans quittent le parti en octobre et créaient le parti républicain. Le 1er septembre 1977, John Vorster nomme comme administrateur du Sud-Ouest africain, Martinus Steyn, un juge à la réputation libérale, qui un mois après sa nomination abroge les lois d'apartheid sur les mariages mixtes, et sur l'immoralité, et supprime les contrôles intérieurs sur tout le territoire, à l'exception de la zone diamantifère (où elle est toujours en vigueur de nos jours) et de la frontière septentrionale.
Le 3 octobre 1977, les délégations représentées à la conférence de la Turnhalle rencontrent de nouveau les membres du gouvernement sud-africain cette fois à Pretoria. Le 6 novembre, Mudge conclut une alliance avec 10 autres mouvements ethniques qui avaient participé à la conférence, dont la NUDO de Clemens Kapuuo. L'Alliance démocratique de la Turnhalle (DTA) est née. La présidence est confiée à Kapuuo.
Le 27 mars 1978, le président de la DTA, Clemens Kapuuo, est assassiné par des inconnus. La SWAPO est accusée. La conférence débouche sur les premières parlementaires multiraciales, élections qui ont lieu en décembre 1978 et qui sont remportées par la DTA (82 % des voix) et la mise en place d'une assemblée constituante. À partir d'octobre 1977 et jusqu'en juillet 1979, la quasi-totalité des lois d'apartheid sont abrogées.

## Héritage de la conférence
Lors des négociations finales entre l'ONU et l'Afrique du Sud à la fin des années 80, le principe de lier l'indépendance de la Namibie au retrait des forces cubaines d'Angola est adopté. La présence sud-africaine en Namibie est également reconnue puisque c'est à elle de piloter toute l'administration lors de la période transitoire d'avril 1989 à mars 1990. Par contre, les autorités centrales du Sud-Ouest africain (assemblée et conseil des ministres) sont dissoutes dès mars 1989. Toute l'évolution institutionnelle de la Turnhalle est alors ignorée considérée comme non avenue.
L'abolition de l'apartheid, le premier vote selon le principe « un homme une voix », la victoire de la DTA, premier parti d'opposition de 1989 à 2004, la formation d'une assemblée constituante, d'un conseil de ministres namibien sont les principaux héritages de la conférence de la Turnhalle.